# Ференц Коса
Ференц Коса (Њиређхаза, 21. новембар 1937 — Будимпешта, 12. децембар 2018) био је мађарски филмски редитељ и сценариста. Режирао је тринаест филмова у периоду од 1961—1988. године, а за исто толико је написао сценарио.
Освојио је велики број награда за режију, а истиче се награда за најбољег режисера 1967. године на Канском филмском фестивалу, за филм Десет хиљада дана.
Коса је оснивач Социјалистичке партије у Мађарској, чији је био посланик од 1990. до 2006. године.